# Вілмер Удефалк
Карл Петер Вілмер Удефалк (швед. Carl Peter Wilmer Odefalk, нар. 21 листопада 2004, Стокгольм, Швеція) — шведський футболіст, півзахисник клубу «Броммапойкарна».

## Ігрова кар'єра

### Клубна
Вілмер Удефалк почав займатися футболом у Стокгольмі. У віці десяти років він приєднався до клубної академії столичної «Броммапойкарна». Свою першу гру в дорослій команді футболіст провів в червні 2021 року у матчі Кубка Швеції. В жовтні того ж року Вілмер підписав з клубом перший контракт, розрахований на три роки. За два сезони Удефалк разом з клубом пройшов щлях від дивізіону Еттан до Аллсвенскан.
Зацікавленість у послугах футболіста проявляли ряд шведських клубів зі Стокгольма, а також «Гетеборг». Перед початком сезону 2023 року Удефалк перейшов до столичного «Юргордена», підписавши чотирирічний контракт. Але не зумів закріпитися в команді, зігравши лише одну гру в основі і вже в липні 2023 року «Броммапойкарна» викупила контракт гравця.

### Збірна
В 2024 році Вілмер Удефалк почав свої виступи в складі молодіжної збірної Швеції.